# Michalin (obwód wołyński)
Michalin (ukr. Михайлин) – wieś na Ukrainie, w obwodzie wołyńskim, w rejonie rożyszczeńskim.